# Ernst Langhout
Ernst Folkert Langhout (Leeuwarden, 16 mei 1956 – Gauw, 16 september 2024) was een Friese muzikant. Hij speelde voornamelijk folk maar was in de eerste helft van de jaren tachtig frontman van de newwaveband The Visitor.

## Biografie
Langhout groeide op in Oudkerk, maar vestigde zich vervolgens in IJsbrechtum. In het midden van de jaren zeventig werd hij bekend met de akoestische folkgroep Haggis, waarmee hij in 1975 in Schotland op tournee ging, en met de folkgroep Manacle Trust, waarmee hij in 1977 door Ierland toerde. De groep werd in 1978 opgeheven, waarna Langhout de newwaveband Nighttime Visitor begon. Na wat bezettingswisselingen ging de band begin 1981 verder als The Visitor. Nadat deze band in 1988 was opgeheven, ging Langhout weer verder als folkmuzikant. Hij woonde inmiddels in een boerderij in Gauw.
In 1990 kwam Songs uit, zijn eerste soloalbum. Na verschillende optredens in het buitenland volgde in 1992 zijn tweede soloalbum, getiteld The Eye of the Cyclone, en in 1996 verscheen de cd Handful of Illusions, met de groep Big Tree. De samenwerking met Big Tree en de folkgroep The Hones resulteerde in Nea Foar Altyd, Langhouts eerste Friestalige cd, met onder andere een Friestalige bewerking van Bob Dylans "All Along the Watchtower". In 1997 verscheen Langhouts tweede Friestalige cd, Frysk & Frij.
In 1998 nam Langhout met The Hones de cd Parties, Battles and Tragedys op, een mix van folk- en rockmuziek. In hetzelfde jaar maakte hij met schrijver en beeldend kunstenaar Wilco Berga de cd Sjonger en Dichter. Berga en Langhout traden onder dezelfde naam ook op, onder andere op het Oerolfestival van 1999.
In 2004 en 2005 verschenen respectievelijk Dylan yn it Frysk en Dylan yn it Frysk II. Op beide cd's speelt Langhout, bijgestaan door Johan Keus, klassiekers van Bob Dylan, die voor het grootste gedeelte in het Fries vertaald zijn door schrijver-dichter Harmen Wind. Aan het verschijnen van beide cd's werd een theatertournee gekoppeld.

Hij was zoon van onderwijzer Folkert Langhout en kinderverzorgster Renske Tjitske (Rinke) Velstra, die in 2015 hun zestigjarig huwelijk vierden  Hij had enige tijd (Haggis-periode) een relatie met Arina van Dijk, tevens zijn manager. Zijn bericht van overlijden werd ondertekend door weduwe Dale Vansickle. Het begint met een mededeling van Langhout (Ik heb in mijn leven alles gedaan wat ik wilde) en een citaat van Neil Young (nummer Don’t let it bring you down van After the gold rush):
Don’t let it bring you down; it’s only castles burning
Langhout overleed in september 2024 aan maagkanker. Hij werd gecremeerd.